# 大江季行
大江 季行（おおえ の すえゆき、別名：大江九郎季行、日置九郎季行、日置次郎入道浄阿）は、鎌倉時代の武士。丹後日置氏の祖。
弘安元年（1278年）、蒙古が来襲した文永の役に功労があったとして北条時宗から地頭を命ぜられて本拠とし、のち日置氏と姓を改め浜の妙見山に城を築いた。